# 1298 w polityce

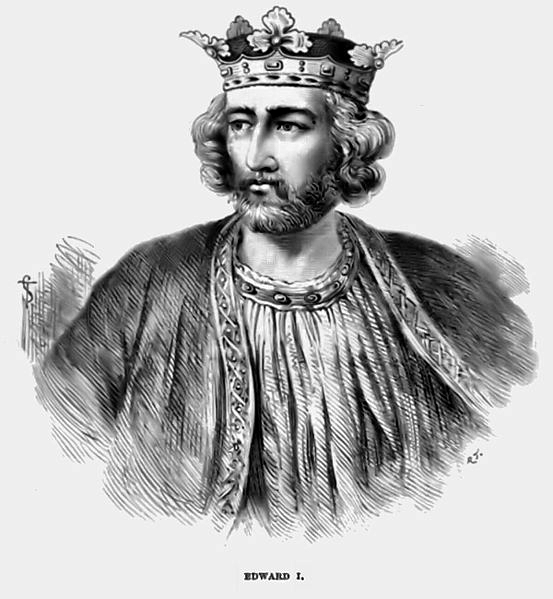
Edward I Długonogi, król Anglii

Wydarzenia polityczne w 1298 roku.

## Wydarzenia
- 7 marca Władysław I Łokietek wydał zgodę dla czterech miast na ściganie przestępców (Poznań, Gniezno, Pyzdry i Kalisz, tzw. konfederacja miast wielkopolskich)[1][2].
- 24 czerwca układ w Kościanie celem usunięcia rządów Łokietka z Wielkopolski (bp Andrzej Zaremba i Henryk III głogowski)[1].
- 22 lipca w Bitwie pod Falkirk[3] król Anglii Edward I Długonogi pokonał siły szkockie Williama Wallace’a[4].
- 8 września Bitwa morska pod Curzolą[5].
- Go-Fushimi zostaje cesarzem Japonii[6].
- Masowe pogromy Żydów w Niemczech[7].

## Urodzili się
- Elżbieta z Karyntii, królowa Sycylii, żona Piotra II Sycylijskiego[8].

## Zmarli
- 25 sierpnia Albrecht II Askańczyk, elektor Rzeszy[9].